# ビーベレーレン
ビーベレーレン (ドイツ語: Bieberehren) はドイツ連邦共和国バイエルン州ウンターフランケン地方のヴュルツブルク郡に属す町村（以下、本項では「町」と記述する）で、レッティンゲン行政共同体を構成する市町村の一つである。

## 地理
ビーベレーレンは、ヴュルツブルク開発計画地区に位置する。

### 自治体の構成
この町は、公式には5つの地区 (Ort) からなる。このうち小集落や孤立農場などを除く集落を以下に列記する。
- ビーベレーレン
- ブーフ
- クリンゲン

## 歴史
この村は1103年に初めて文献上に記録されている。この村はブルガーロートやブーフとともに騎士領「ライヒェルスベルク」を形成し、ホーエンローエ＝ブラウネック家の所領であったと伝えられている。ホーエンローエ＝ブラウネック家が断絶した1390年に周辺の村落とともに空位のレーエンとしてバンベルク司教の所有となった。バンベルク司教ラムプレヒトはライヒェルスブルク（城）とバルダースハイム、ビーベレーレン、ブルガーロート、ブーフといった村を、ヴュルツブルク司教が所有するブルクエーブラハ、エーバーマンシュタットとゼンフテンベルクの一部と交換した。1401年にヴュルツブルク司教ヨハン1世・フォン・エグロフシュタインは、コンラート・フォン・ヴァインスベルクをライヒェルスベルクの町と城（ライヒェルスブルク）、アウプの市場、バルダースハイムの半分、ブルガーロート、ブーフ、ビーベレーレン、ホプファーシュタット、ギュルヒスハイム、シュタルドルフのレーエン主とした。1516年、ヴァインスベルク家の男系血統断絶により、ライヒェルスブルクはヴァインスベルク家出身のケーニヒシュタイン伯妃カタリーナが相続し、1521年に司教領主コンラート2世フォン・テュンゲンに49,000グルデンで売却した。世俗化によってビーベレーレンは1803年にまずバイエルン大公領となったが、1805年のプレスブルクの和約に基づきトスカーナ大公が創設したヴュルツブルク大公国に移された。この大公国が廃止された1814年に最終的にバイエルン王国領となった。バイエルンの行政改革に伴って1818年に発令された市町村令により現在の自治体となった。

### 人口推移
- 1970年 1,057人
- 1987年 988人
- 2000年 1,023人

## 行政
首長はエンゲルベルト・ツォーベル (Freie Wähler Bayern) である。

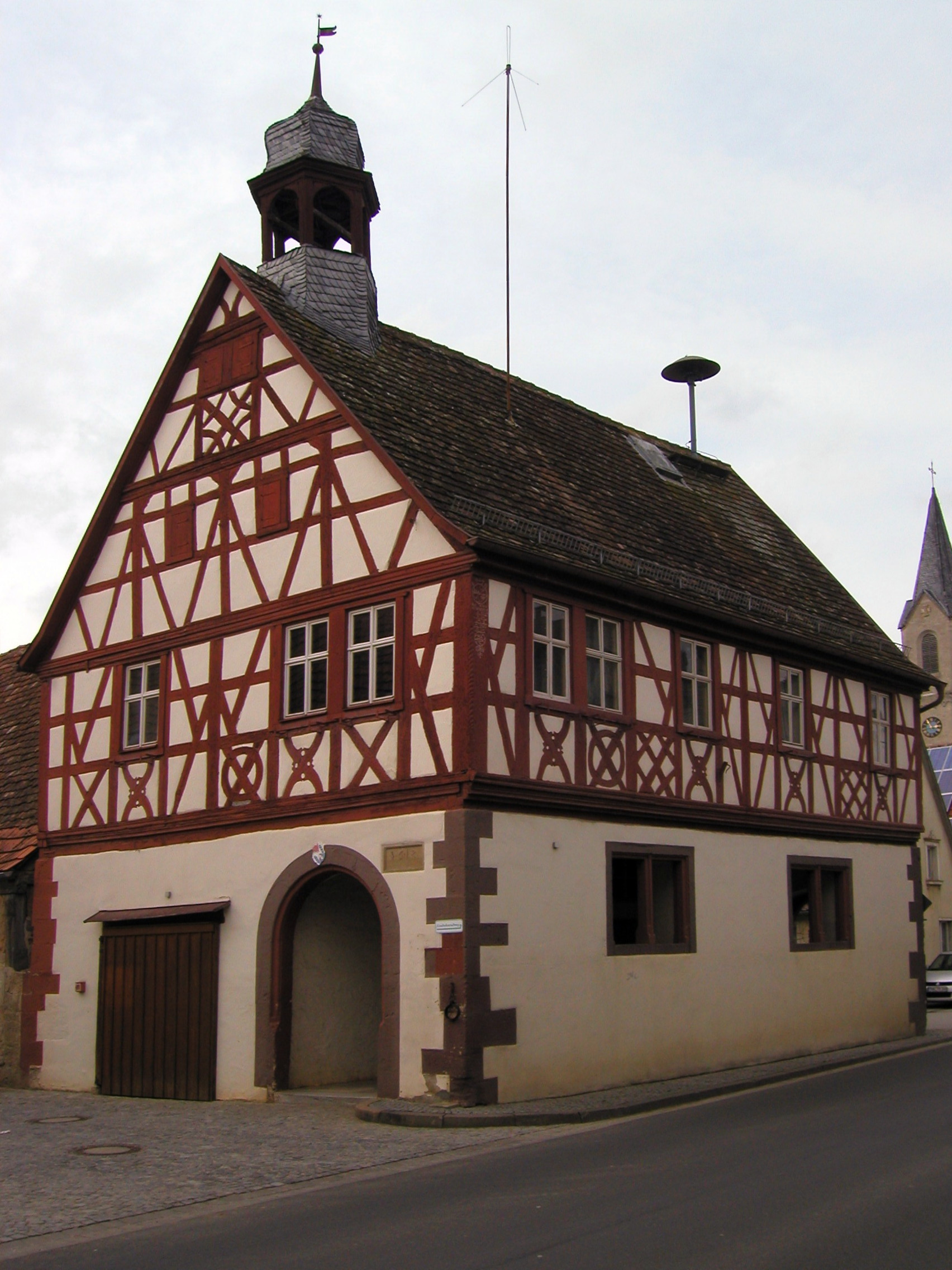
町役場

## 文化と見所
- 1612年建造の町役場
- 聖ペーター＝ペテロ教区教会
- マリア礼拝堂
- 十字架礼拝堂
- ビーベレーレン・トラハテン礼拝堂

## ロマンティック街道
レッティンゲンは、1950年にアウクスブルクの市長の提案で制定された観光街道 ロマンティック街道に面している。この街道はヴュルツブルクからアウクスブルクの、バート・メルゲントハイム、ローテンブルク・オプ・デア・タウバー、フォイヒトヴァンゲン、ディンケルスビュール、ネルトリンゲン、ドナウヴェルトといった中世の佇まいを遺す旧市街を有する街を結んでいる。

## 引用
1. ↑  https://www.statistikdaten.bayern.de/genesis/online?operation=result&code=12411-003r&leerzeilen=false&language=de Genesis-Online-Datenbank des Bayerischen Landesamtes für Statistik Tabelle 12411-003r Fortschreibung des Bevölkerungsstandes: Gemeinden, Stichtag (Einwohnerzahlen auf Grundlage des Zensus 2011)
2. ↑  Bayerische Landesbibliothek Online